# Amalie Iuel
Amalie Hammild Iuel (Aalborg, 17 aprile 1994) è un'ostacolista danese naturalizzata norvegese, primatista nazionale dei 400 metri piani e dei 400 metri ostacoli.

## Biografia
Nata da madre danese e padre dano-norvegese, si dà all'atletica tra i vari cambi di sede di lavoro del padre nel mondo. Nel 2015, ottenuta la cittadinanza paterna, decide di rappresentare la Norvegia alle competizioni internazionali seguenti, in tempo per i Mondiali di Pechino e per partecipare ai Giochi olimpici di Rio de Janeiro 2016.

## Record nazionali
- 300 metri piani indoor: 37"51 ( Bærum, 28 febbraio 2021)
- 400 metri piani: 51"64 ( Zurigo, 9 settembre 2021)
- 400 metri piani indoor: 52"25 ( Bærum, 1º febbraio 2020)

## Palmarès
| Anno | Manifestazione   | Sede           | Evento      | Risultato  | Prestazione | Note                                   |
| ---- | ---------------- | -------------- | ----------- | ---------- | ----------- | -------------------------------------- |
| 2015 | Europei under 20 | Tallinn        | 400 m hs    | 5ª         | 56"36       | Miglior prestazione nazionale under 23 |
| 2015 | Mondiali         | Pechino        | 400 m hs    | Batteria   | 56"59       |                                        |
| 2016 | Europei          | Amsterdam      | 400 m hs    | 6ª         | 56"24       |                                        |
| 2016 | Giochi olimpici  | Rio de Janeiro | 400 m hs    | Batteria   | 56"75       |                                        |
| 2017 | Mondiali         | Londra         | 400 m piani | Batteria   | 52"55       |                                        |
| 2017 | Mondiali         | Londra         | 400 m hs    | Batteria   | 56"42       |                                        |
| 2018 | Europei          | Berlino        | 400 m hs    | Semifinale | 55"81       |                                        |
| 2019 | Universiadi      | Napoli         | 400 m hs    | Bronzo     | 56"13       |                                        |
| 2019 | Mondiali         | Doha           | 400 m hs    | Semifinale | 55"03       |                                        |
| 2021 | Giochi olimpici  | Tokyo          | 400 m hs    | Semifinale | 57"61       |                                        |
| 2022 | Mondiali         | Eugene         | 400 m hs    | Semifinale | 54"81       |                                        |
| 2022 | Mondiali         | Eugene         | 4×400 m     | Batteria   | 3'32"00     |                                        |
| 2022 | Europei          | Monaco         | 400 m hs    | 5ª         | 55"32       |                                        |
| 2024 | World Relays     | Nassau         | 4×400 m     | 5ª         | 3'26"88     | Record nazionale                       |
| 2024 | Europei          | Roma           | 400 m hs    | Semifinale | 54"89       | =                                      |
| 2024 | Europei          | Roma           | 4x400 m     | Batteria   | 3'26"05     | Record nazionale                       |
| 2024 | Giochi olimpici  | Parigi         | 400 m hs    | Semifinale | 54"88       |                                        |
| 2024 | Giochi olimpici  | Parigi         | 4×400 m     | Batteria   | 3'28"61     |                                        |
| 2025 | World Relays     | Guangzhou      | 4x400 m     | 4ª         | 3'25"35     | Record nazionale                       |

## Altre competizioni internazionali
2017
- Argento nella First League degli Europei a squadre ( Vaasa), 400 m hs - 55"68